# 赤扎本赞
赤扎邦赞（藏語：ཁྲི་སྒྲ་དཔུང་བཙན，威利转写：Khri sgra dpung btsan，?—?），又译为弃扎邦赞。按照藏族的传统，他是吐蕃王朝第26任赞普，吐蕃王朝早期所谓下赞五王之三。